# Потес Гранчарица (археолошко налазиште)
Потес Гранчарица  се налази у месту Коретиште, општина Гњилане. На археолошком налазишту су откривени остаци бедема и зидова мањих грађевина, који се датују у период од 200. до 600. године. Остаци се налазе на савременим приватним парцелама. Сматра се да су грађевине настале у доба антике или у рановизантијском периоду. Од покретног материјала откривена је керамика.

## Основ за упис у регистар
Решење Покрајинског завода за заштиту споменика културе у Приштини, бр. 118 од 27.3.1980. г. Закон о заштити споменика културе (Сл. лист САПК 19/77).